# Ptaki ozdobne
Ptaki ozdobne – gatunki barwnych ptaków, zazwyczaj papug i wróblowych, trzymane w niewoli z powodu swojej barwy. Odłów ptaków do hodowli to główny powód pogarszania się stanu populacji niektórych gatunków (patrz CITES).